# Crevette nettoyeuse
Taxons concernés
Certaines espèces des familles :
- Palaemonidae
- Hippolytidae
- Stenopodidaemodifier

Crevette nettoyeuse est une expression ambiguë qui désigne un ensemble de crustacés décapodes caractérisés par leur mode nutritif particulier, qui consiste à déparasiter et nettoyer la peau et dans certains cas la bouche d'autres espèces. Elles retirent et mangent les parasites, tissus blessés, peaux mortes, et les débris de nourriture d'une grande variété de poissons récifaux et d'autres organismes plus gros.

## Un groupe fonctionnel

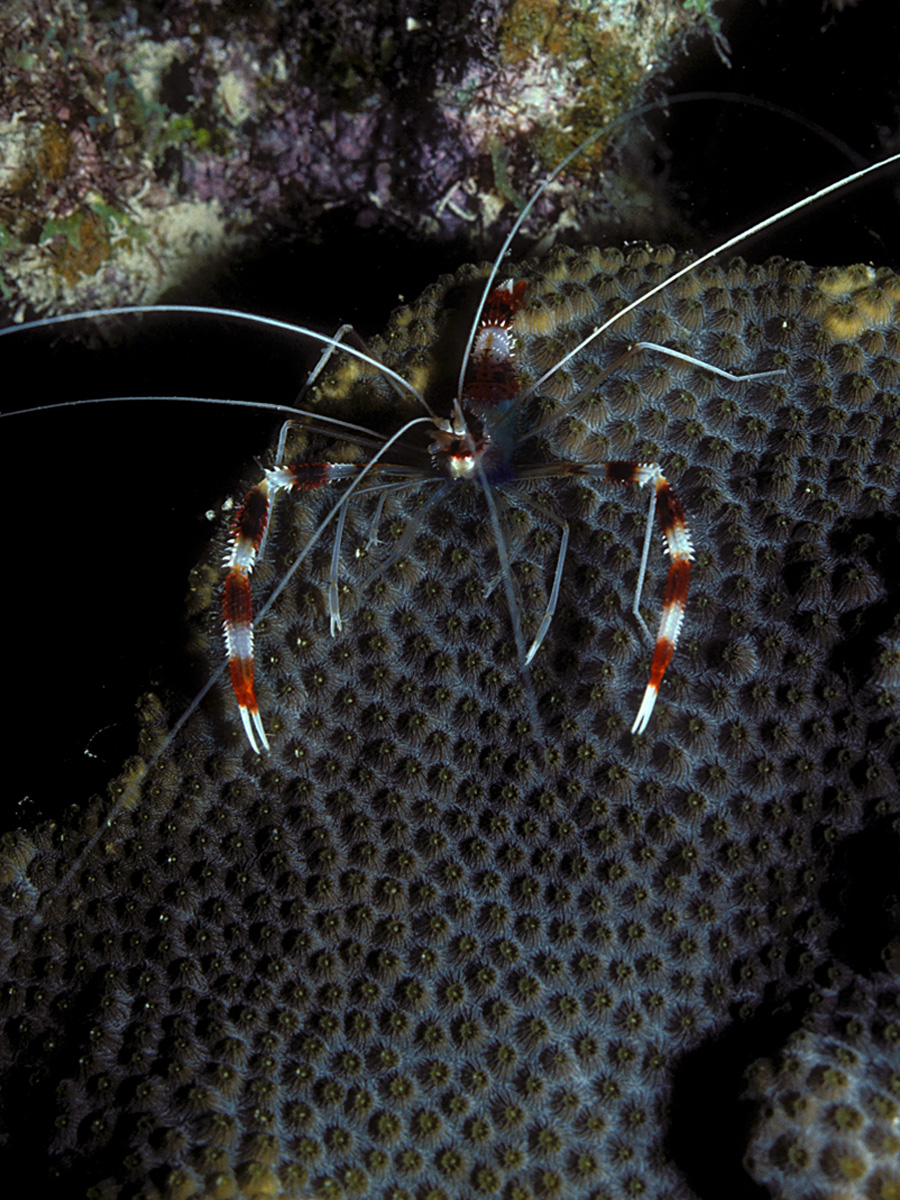
Cette Grande crevette nettoyeuse (Stenopus hispidus) attend un « client » dans son trou.

Une grande partie de ces espèces appartient aux familles des Palaemonidae (souvent très spécifique d'un hôte particulier), des Hippolytidae et des Stenopodidae, mais ce type de comportement est apparu de manière indépendante chez un grand nombre de groupes taxinomiques (elles ne constituent donc pas un groupe monophylétique).
On rencontre souvent les espèces généralistes (comme Stenopus hispidus) aux abords des stations de nettoyage des récifs coralliens, où elle cohabitent facilement avec des poissons nettoyeurs, au rôle similaire. Plusieurs espèces sont aussi élevées en aquarium, autant pour leur rôle que pour leurs belles couleurs, notamment Lysmata amboinensis (c'est d'ailleurs cette espèce qui est présente dans le film d'animation Le Monde de Nemo).

## Liste de famille et d'espèces
Quelques exemples de crevettes nettoyeuses dans les trois principales familles qui en comptent :
- Palaemonidae
  - Ancylomenes holthuisi (Bruce, 1969) — Crevette nettoyeuse de Holthuis
  - Ancylomenes magnificus (Bruce, 1979) — Crevette magnifique des anémones
  - Ancylomenes pedersoni (Chace, 1958) — Crevette nettoyeuse de Pederson
  - Cuapetes tenuipes (Borradaile, 1898) 
  - Laomenes amboinensis (de Man, 1888) 
  - Periclimenes colemani Bruce, 1975
  - Periclimenes imperator Bruce, 1967
  - Periclimenes soror Nobili, 1904 — Crevette des étoiles
  - Periclimenes yucatanicus Ives, 1891 — Crevette du Yucatan
  - Urocaridella antonbruunii (A. J. Bruce, 1967) — Crevette nettoyeuse de Bruun, Crevette nettoyeuse de grotte
- Hippolytidae
  - Lysmata amboinensis De Man, 1888
  - Lysmata grabhami (Gordon, 1935) — Crevette barbier
  - Lysmata seticaudata (Risso, 1816) — Crevette nettoyeuse rouge
- Stenopodidae
  - Stenopus hispidus (Olivier, 1811) — Grande crevette nettoyeuse
  - Stenopus scutellatus Rankin, 1898 
  - Stenopus spinosus Risso, 1827 — Crevette jaune cavernicole

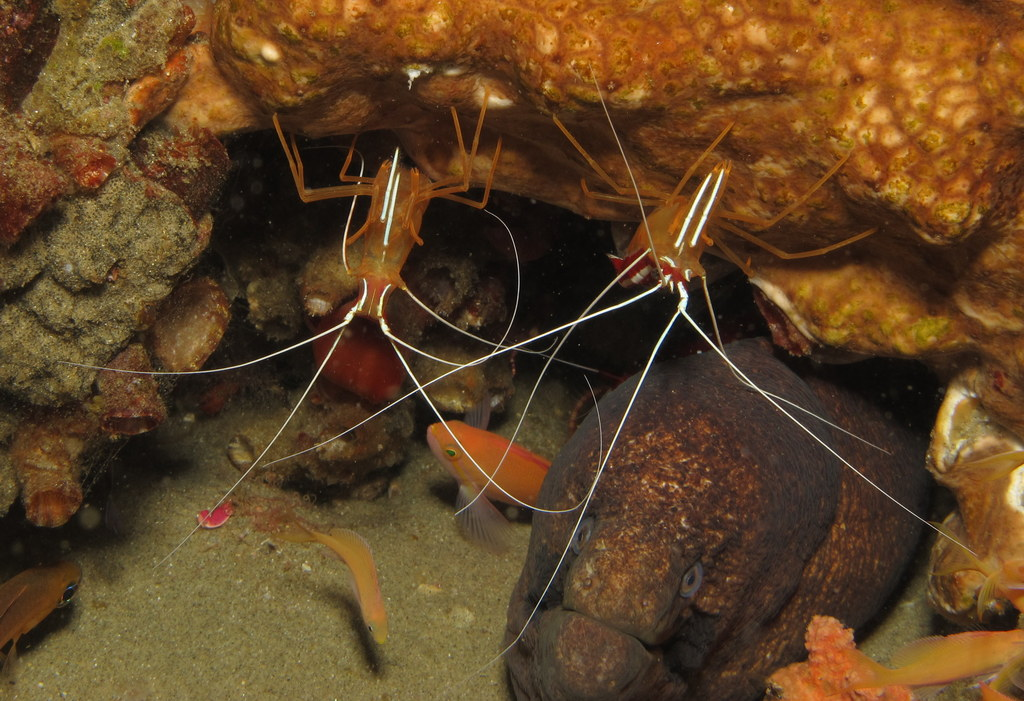
Lysmata amboinensis en compagnie d'une murène
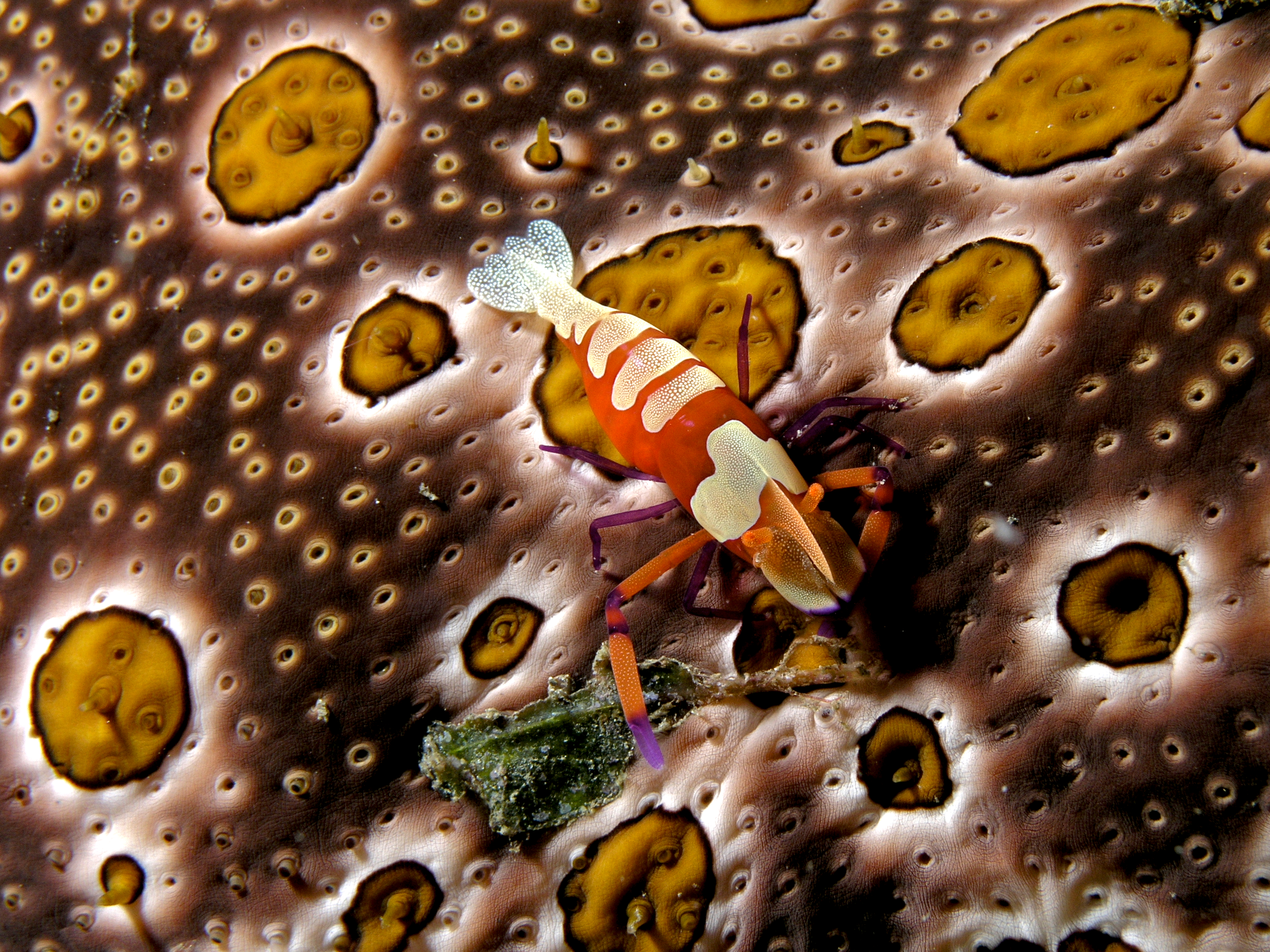
Periclimenes imperator sur une holothurie
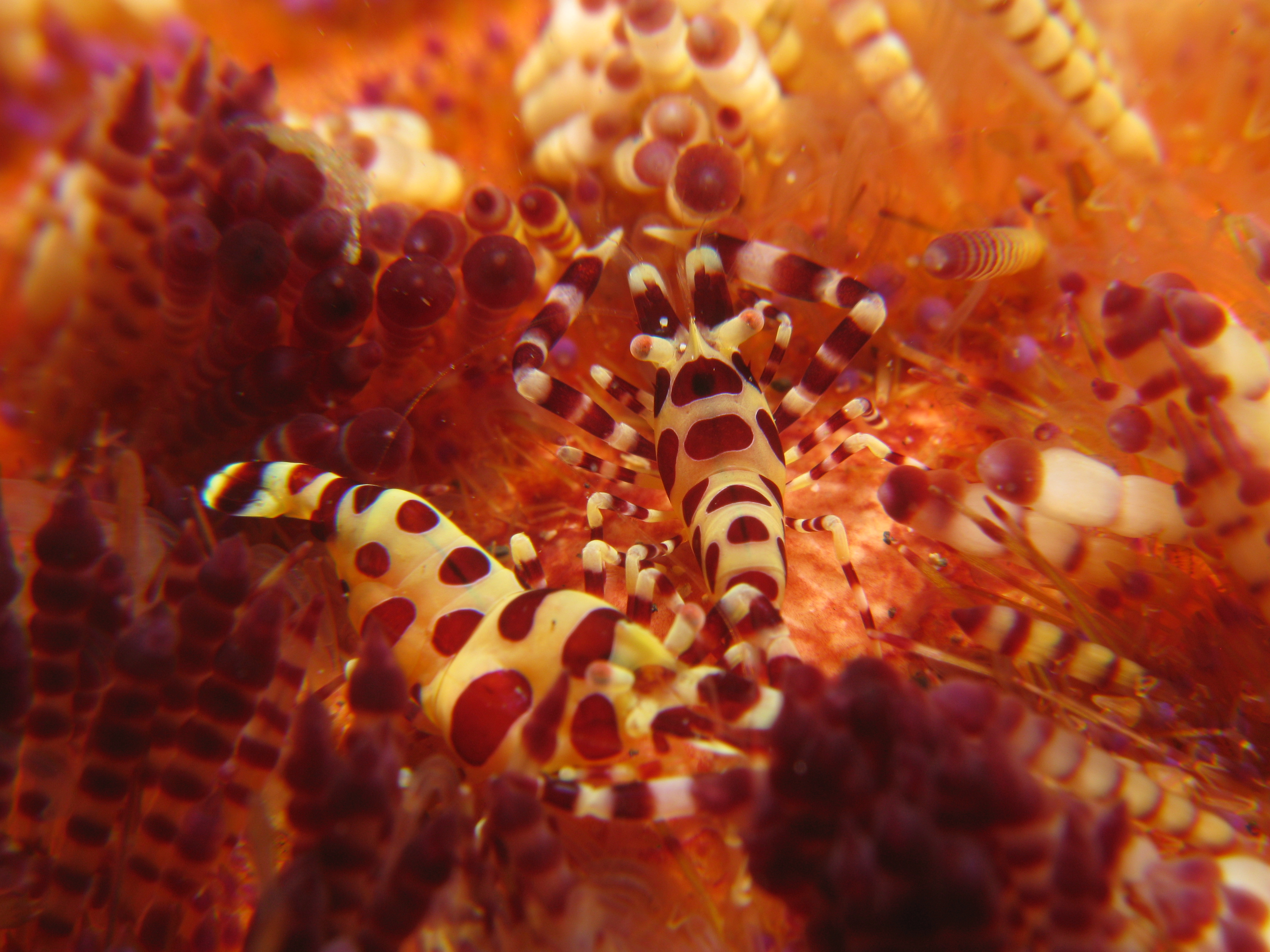
Periclimenes colemani entre les piquants d'un oursin de feu
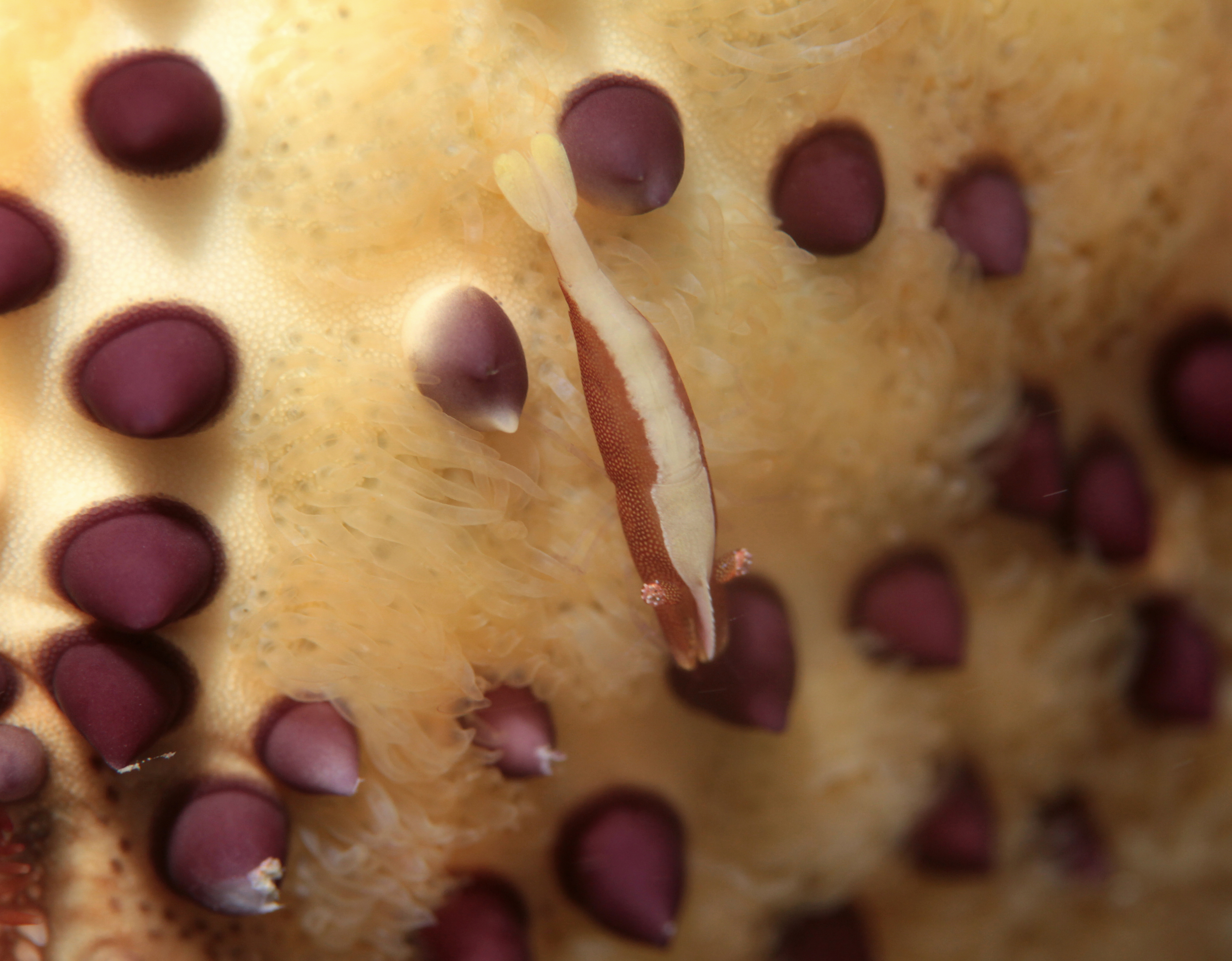
Periclimenes soror sur une étoile de mer
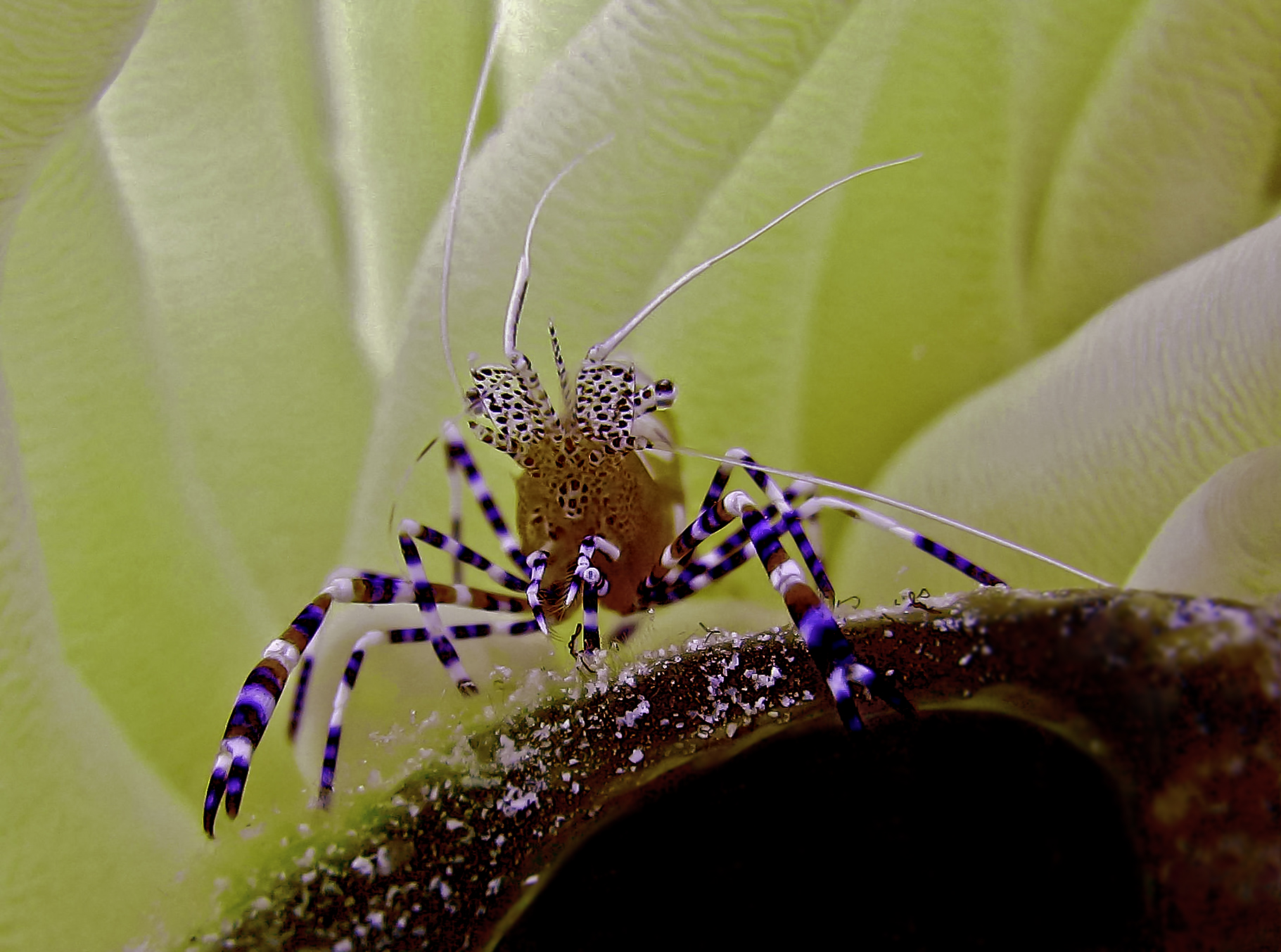
Periclimenes yucatanicus symbiotique d'une anémone.
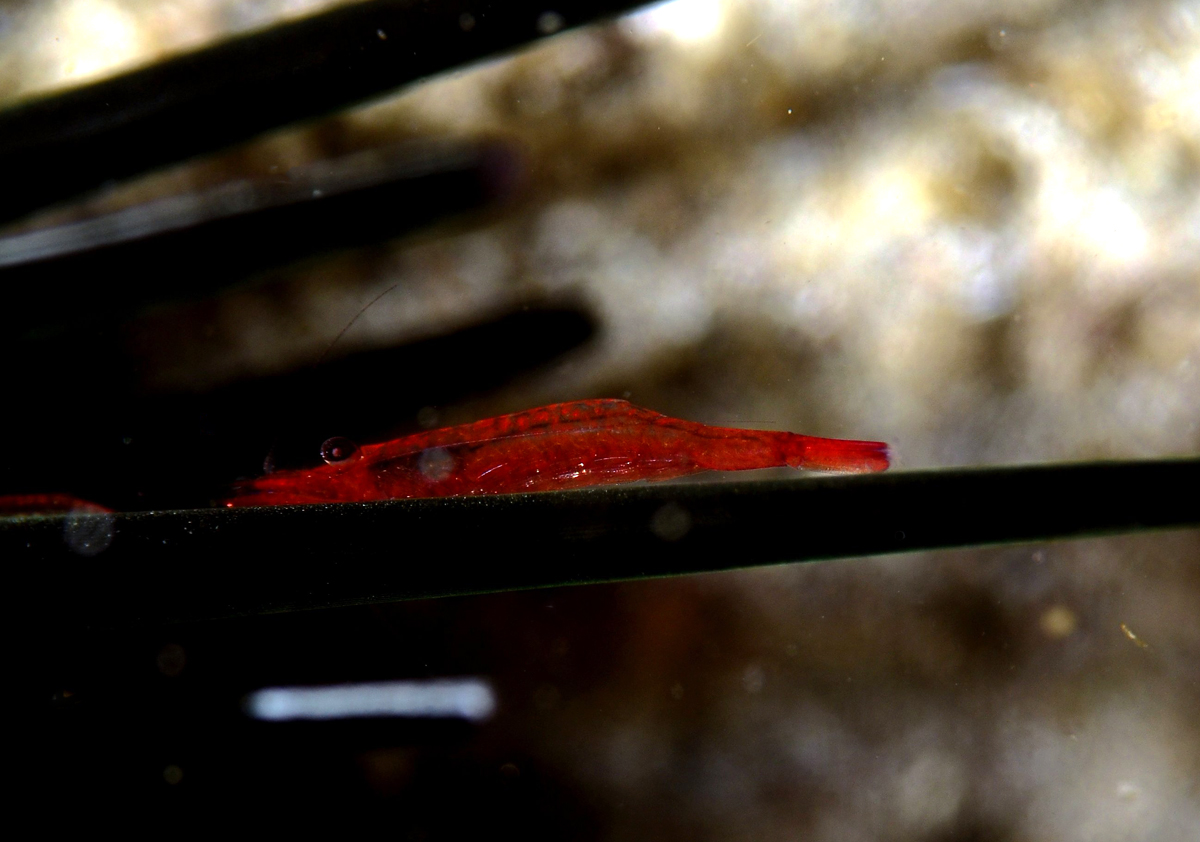
Tuleariocaris zanzibarica, symbiotique d'un oursin
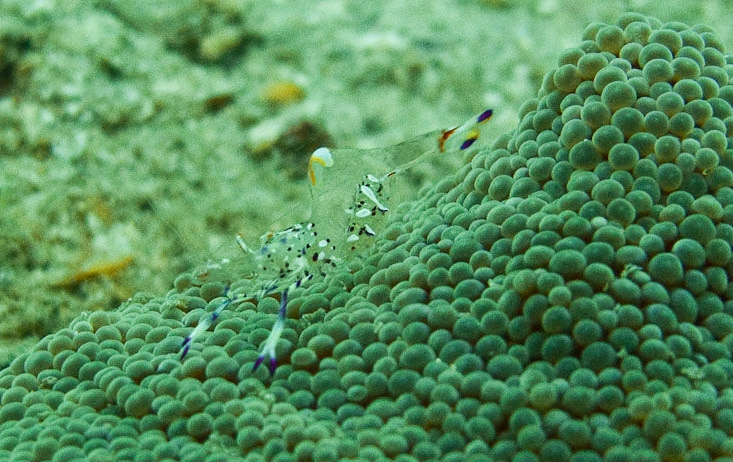
Ancylomenes holthuisi symbiotique d'une anémone.
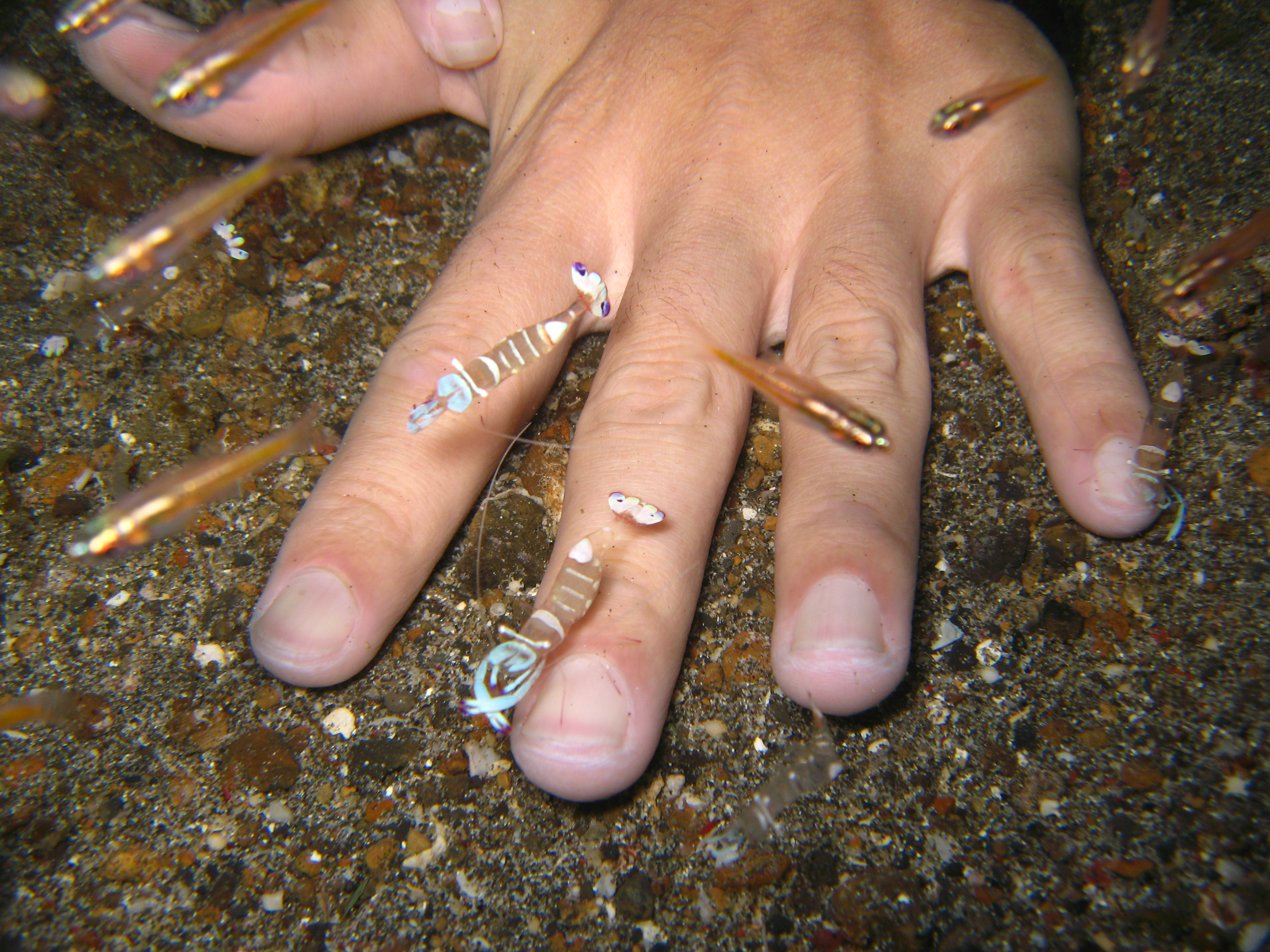
Periclimenes magnificus intéressé par la main d'un plongeur
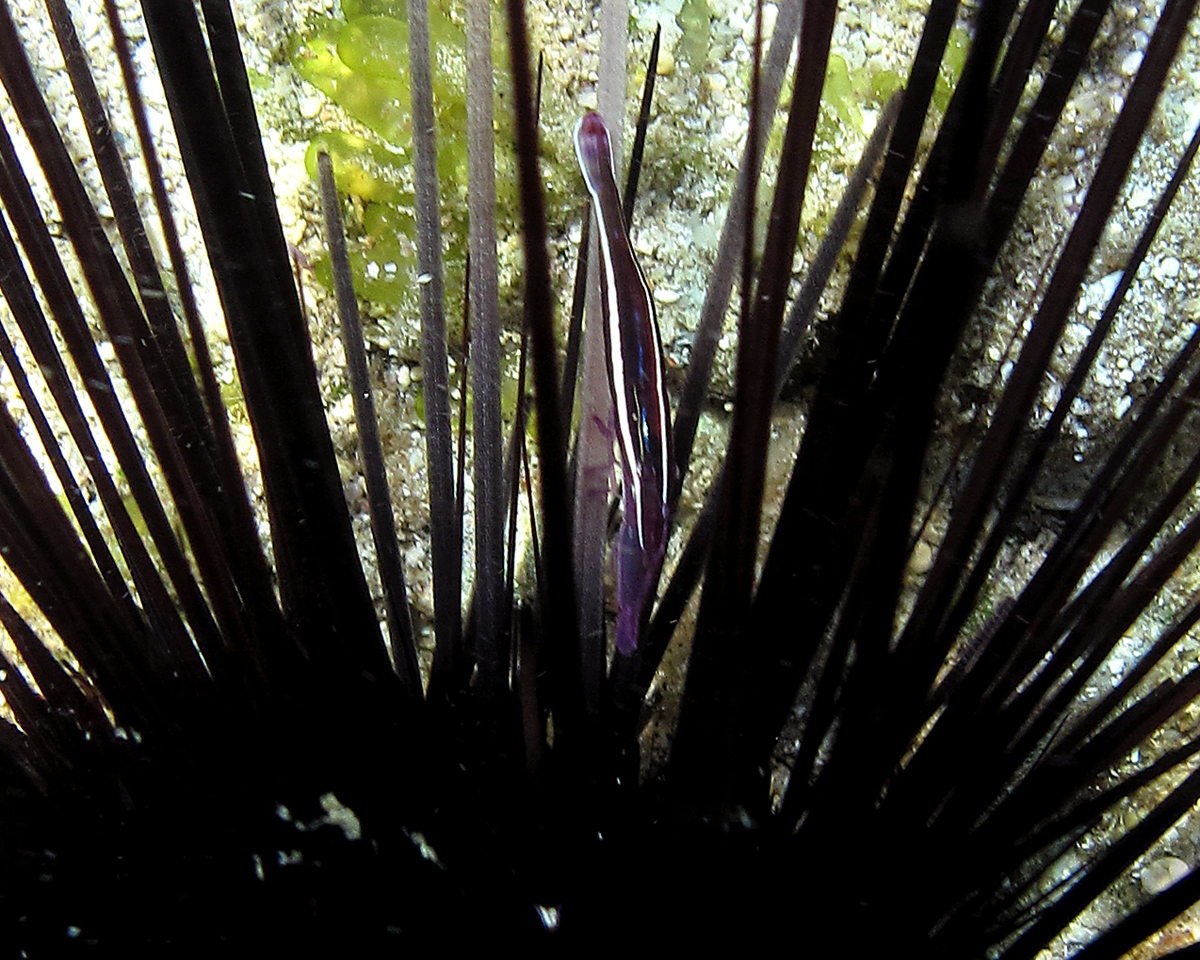
Stegopontonia commensalis symbiotique d'un oursin-diadème
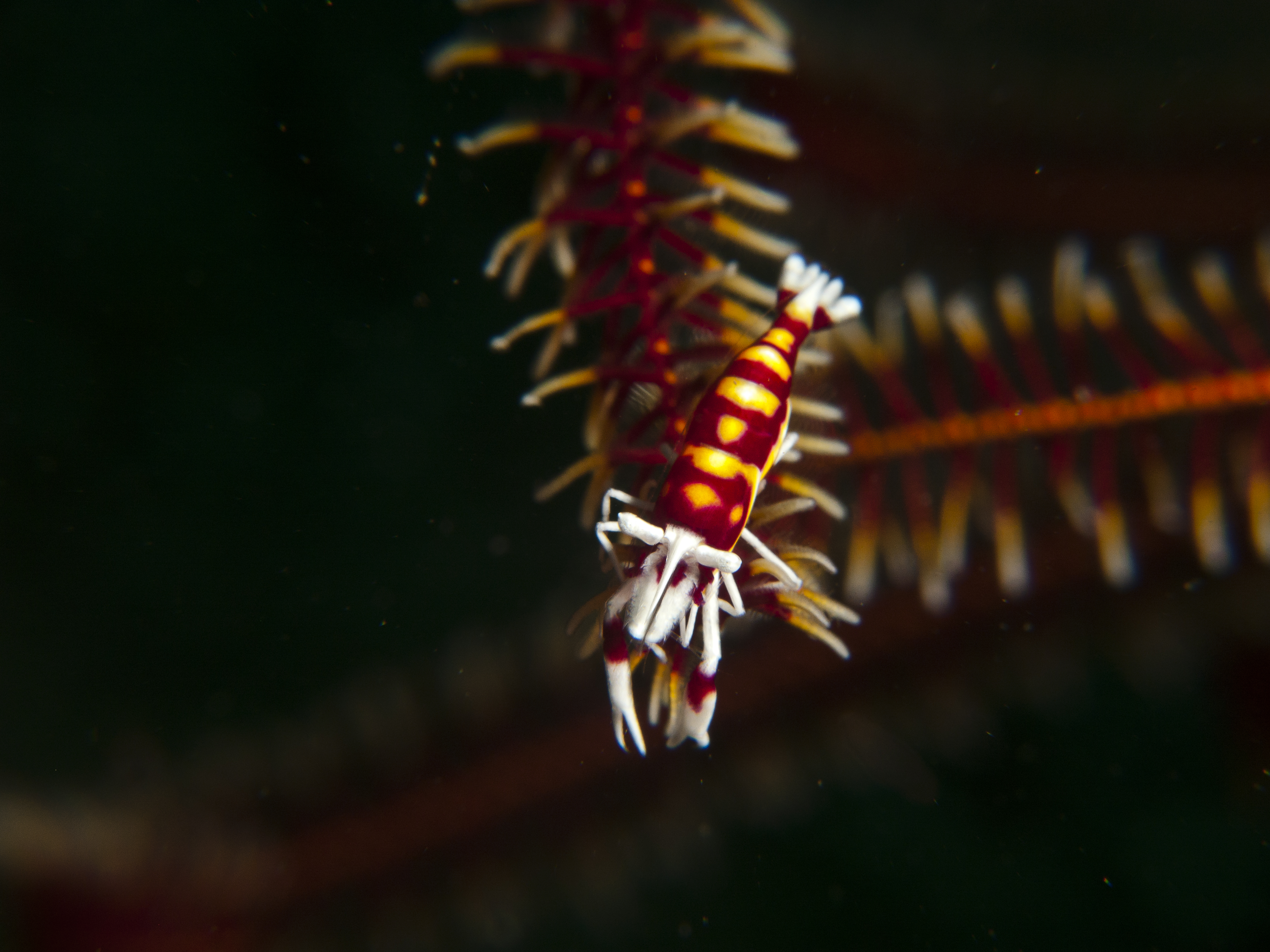
Laomenes cornutus, symbiotique d'un crinoïde.
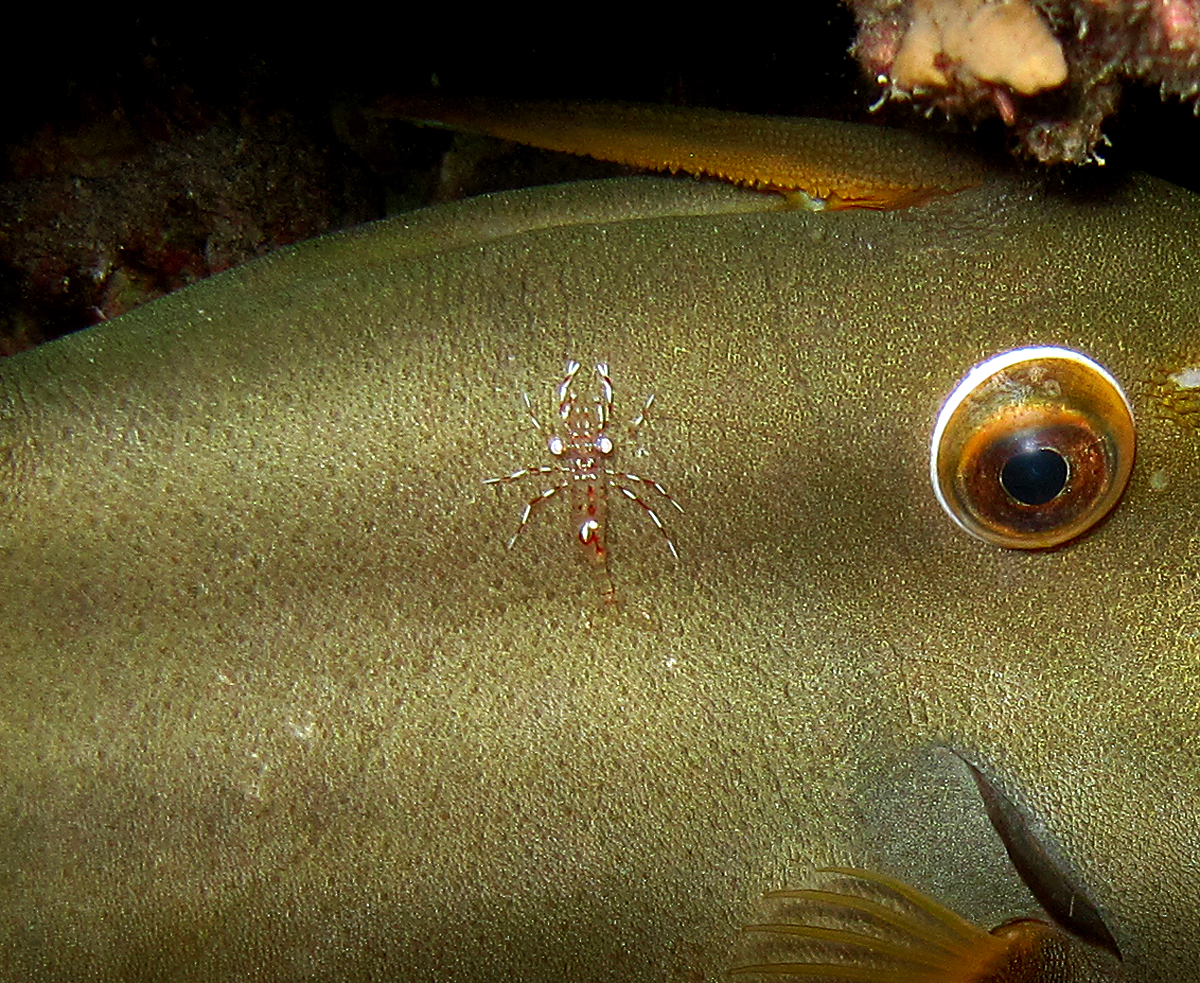
Urocaridella antonbruunii déparasitant un poisson-chirurgien (de nuit)
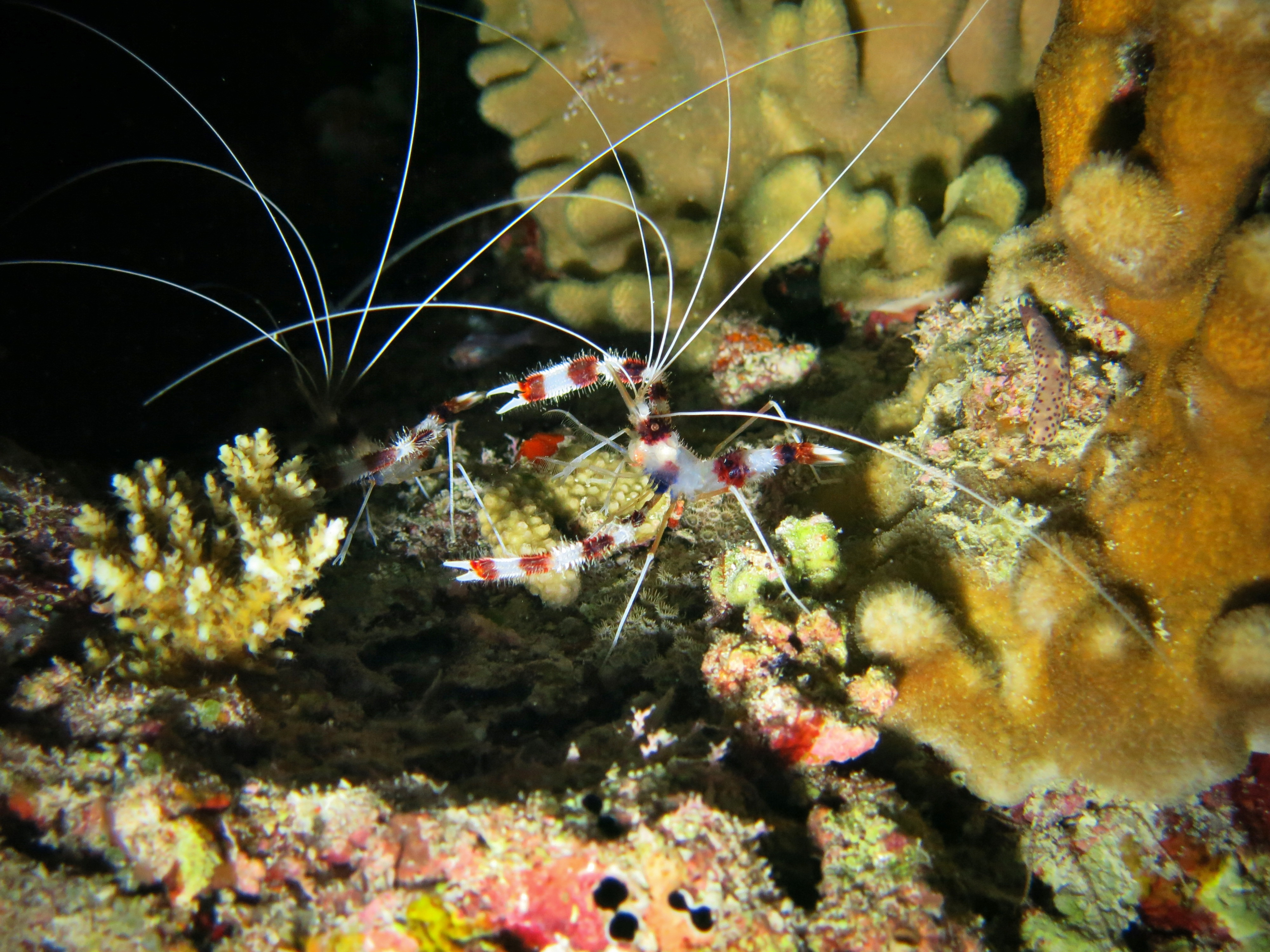
Stenopus hispidus, la grande crevette nettoyeuse